# Inmigración argentina en Australia
La inmigración argentina en Australia se refiere al movimiento migratorio desde Argentina a Australia. Según el censo australiano de 2021 hacia el año 2022 residían en Australia 17.305 ciudadanos argentinos especialmente concentrados en Sídney y Melbourne. Una gran parte de ellos llegó al país a partir de 1980.

## Historia

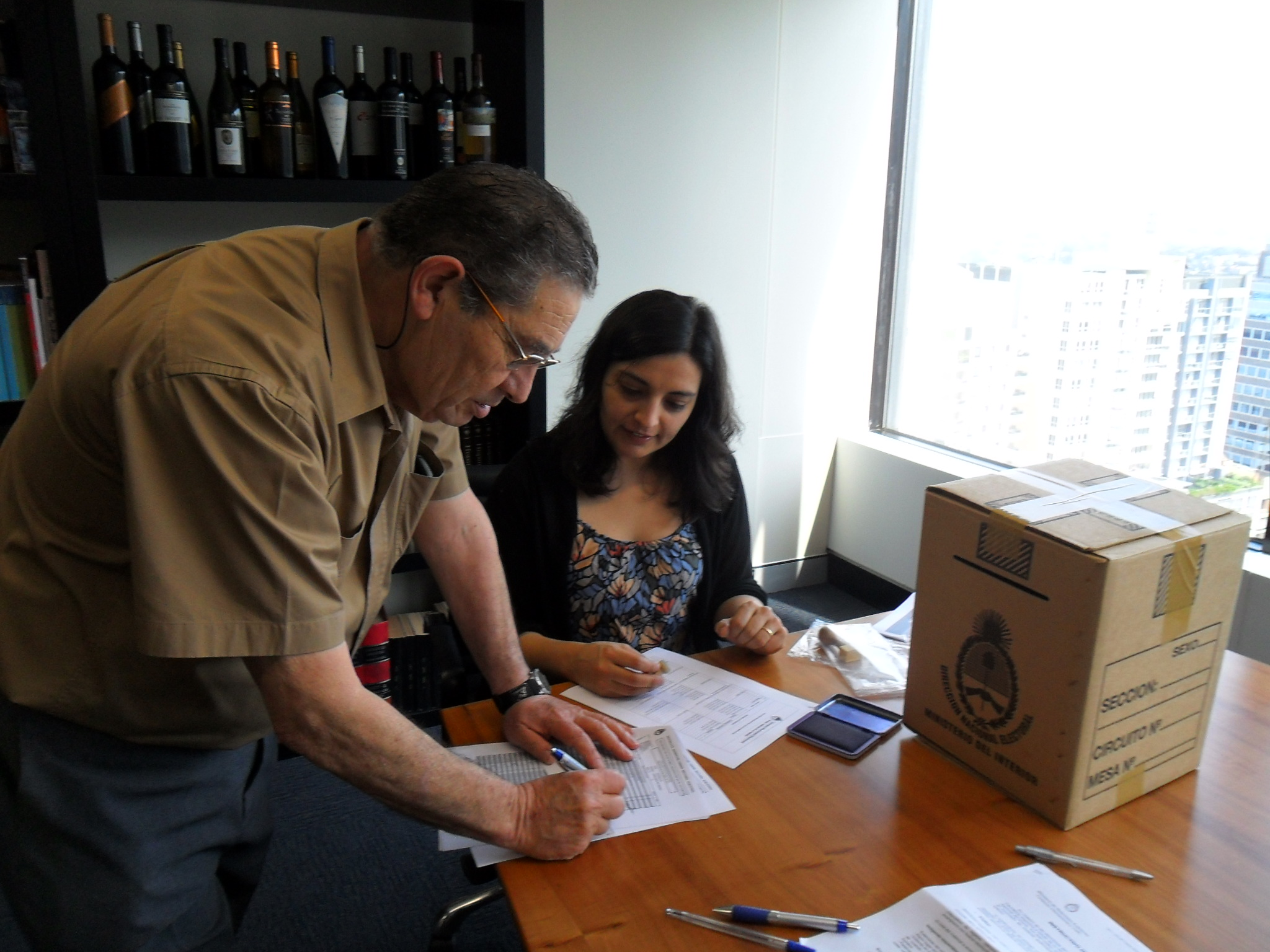
Hombre votando en el consulado argentino en Sídney.

La inmigración argentina se concentra en Sídney y Melbourne. Se remonta a 1891, cuando el censo colonial registró 25 argentinos viviendo en Australia, lo que indica una antigua presencia en el país. La comunidad argentina fue pequeña y no hubo inmigración desde el país hasta muchos años después. En 1947, había 249 personas nacidas en Argentina viviendo en Australia y en 1971 el número había aumentado a 1805.
La inmigración argentina desde la década de 1970 reflejó las dificultades económicas de la Argentina y la inestabilidad política. Entre enero de 1976 y mediados de 1985, 6.572 argentinos emigraron a Australia y la mayoría fueron refugiados políticos. Más del 80 % de los inmigrantes argentinos a Australia entre 1974 y 1982 recibió ayuda del Gobierno de Australia para inmigrar. Los argentinos constituyen el octavo mayor grupo de latinoamericanos en Australia después de los venezolanos, chilenos, uruguayos,peruanos salvadoreños, colombianos y brasileños.